# Руссе (Буш-дю-Рон)
Руссе (фр. Rousset) — коммуна на юго-востоке Франции в регионе Прованс — Альпы — Лазурный Берег, департамент Буш-дю-Рон, округ Экс-ан-Прованс, кантон Тре.
Площадь коммуны — 19,50 км², население — 4085 человек (2006) с выраженной тенденцией к росту: 4561 человек (2012), плотность населения — 233,9 чел/км².

## Население
Население коммуны в 2011 году составляло 4478 человек, а в 2012 году — 4561 человек.
| 1962 | 1968 | 1975 | 1982 | 1990 | 1999 | 2004 | 2006 | 2009 | 2011 | 2012 |
| ---- | ---- | ---- | ---- | ---- | ---- | ---- | ---- | ---- | ---- | ---- |
| 845  | 1191 | 1559 | 2078 | 2942 | 3617 | 4025 | 4085 | 4393 | 4478 | 4561 |

Динамика населения:

## Экономика
В 2010 году из 2956 человек трудоспособного возраста (от 15 до 64 лет) 2261 были экономически активными, 695 — неактивными (показатель активности 76,5%, в 1999 году — 70,0%). Из 2261 активных трудоспособных жителей работали 2050 человек (1054 мужчины и 996 женщин), 211 числились безработными (97 мужчин и 114 женщин). Среди 695 трудоспособных неактивных граждан 301 были учениками либо студентами, 187 — пенсионерами, а ещё 207 — были неактивны в силу других причин.
На протяжении 2010 года в коммуне числилось 1653 облагаемых налогом домохозяйства, в которых проживало 4269,0 человек. При этом медиана доходов составила 21 тысяча 343 евро на одного налогоплательщика.